# Abrochia nivaca
Abrochia nivaca är en fjärilsart som beskrevs av Jones. Abrochia nivaca ingår i släktet Abrochia och familjen björnspinnare. Inga underarter finns listade i Catalogue of Life.